# Abortus bang
Abortus bang (ziekte van Bang) is een infectieziekte bij runderen veroorzaakt door de bacterie Brucella abortus. 
Brucella abortus is een kleine, gram-negatieve, facultatief intracellulaire coccobacil zonder kapsel, sporen of flagellen. De pathogeniteitsklasse van Brucella abortus is voor mens en dier klasse 3, ofwel gevaarlijk. De bacterie komt in Nederland bijna niet meer voor. Zij is in 1897 ontdekt door Bernhard Bang, een Deense dierenarts, naar wie de ziekte is genoemd.
De Brucella-bacterie heeft verschillende varianten. De verschillende varianten veroorzaken ziekte bij verschillende dieren. Brucella abortus is een ziekteverwekker voor runderen. De bacterie die in het lichaam komt, gaat naar de lymfeklieren. Hier vermeerdert zij zich en komt uiteindelijk in het bloed. Brucella abortus gaat dan vooral naar baarmoeder en uier. Daar dringt zij de baarmoederslijmvliezen binnen. Dit uit zich in een miskraam van zwangere runderen (abortus is het latijnse woord voor miskraam). Ook kan een rund uierontsteking krijgen waardoor de melkgift vermindert. 
Enkele symptomen zijn hevige hoofdpijn, diarree, koude rillingen, koorts en, de meest herkenbare, een golvende temperatuurswisseling tot wel 41 graden Celsius. Een zwangere vrouw kan net als runderen een miskraam krijgen. Na de miskraam komt de placenta vaak niet los en ontstaat een baarmoederontsteking.
Mannelijke dieren en mensen kunnen ontstekingen krijgen aan de testikels en daardoor onvruchtbaar worden. Verder kan de bacterie inwendige bloedingen (zoals aan longen en hart) veroorzaken.

## Verspreidingsweg
Als een mens een besmet stukje vlees (van een rund) eet, wordt hij ook besmet. Brucella abortus veroorzaakt bij mensen de ziekte van Bang. Brucellose (besmetting met Brucella) bij mensen kan echter ook veroorzaakt worden door de bacterie Brucella melitensis die bijvoorbeeld in rauwe melk kan voorkomen. De besmetting vindt plaats door contact met besmette dieren, het drinken van rauwe melk of ongepasteuriseerde zuivelproducten. Ook kan de bacterie via huidwondjes, oraal of door inademing in het lichaam komen. De ziekte heeft een incubatietijd van zes dagen tot twee maanden. Een besmetting van mens op mens is niet mogelijk. Dieren kunnen besmet raken door elkaars ontlasting. Ook als een dier een miskraam heeft, komen in een keer de vele bacteriën vrij die in het vruchtwater zitten. Hierdoor worden andere dieren en soms ook de boer besmet.

## Behandeling
Een besmetting met Brucella abortus kan worden behandeld met antibiotica. Daarnaast staat de patiënt nog een aantal maanden onder controle. Een besmetting van deze bacterie moet direct worden gemeld bij de GGD.